# Ernst Kummer

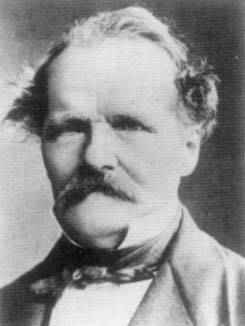
Ernst Kummer (rond 1870)

Ernst Eduard Kummer (Sorau, 29 januari 1810 – Berlijn, 14 mei 1893) was een Duitse wiskundige. 

## Persoonlijk leven
Kummer werd geboren in de Mark Brandenburg. Zeer bedreven als hij was in de toegepaste wiskunde, leidde hij aanvankelijk Duitse legerofficieren op in de ballistiek; daarna gaf hij van 1832 tot 1842 les aan een gymnasium in Liegnitz, waar Leopold Kronecker een van zijn leerlingen was. 
In 1842 werd hij professor in Breslau. Daar bleef hij tot hij in 1855 als opvolger van Peter Gustav Lejeune Dirichlet in Berlijn werd benoemd. Daar bouwde hij samen met Karl Weierstrass en Leopold Kronecker het Königliche Gewerbeinstitut verder uit. Deze instelling werd in 1879 geïntegreerd in de Technische Universiteit Berlijn. Hun werk maakte Berlijn voor ongeveer dertig jaar tot een van de leidende centra voor wiskundig onderzoek. 
Hij trouwde twee keer. De eerste keer met Ottilie Nathan Mendelssohn Bartholdy, een nicht van Rebecka Mendelssohn Bartholdy, de vrouw van Dirichlet. Na de dood van zijn vrouw in 1848, trouwde hij met Bertha, een nicht van zijn eerste vrouw Ottilie. In totaal had hij dertien kinderen. Een van zijn dochters trouwde met de wiskundige Hermann Schwarz. Hij ging in 1890 met pensioen en overleed drie jaar later op 83-jarige leeftijd.

## Bijdrage aan de wiskunde
Kummer heeft aan verscheidene onderdelen van de wiskunde bijgedragen. Naar hem zijn de Kummer-functie, de Kummer-ring en de Kummer-som vernoemd.

### De laatste stelling van Fermat
Kummer heeft de laatste stelling van Fermat voor de reguliere priemgetallen bewezen. 
Hij raakte betrokken bij deze stelling (eigenlijk toen nog een vermoeden) toen hij aantoonde dat de factorisatie voor complexe getallen niet uniek was, waardoor de aangekondigde bewijzen van Cauchy en Gabriel Lamé niet zouden gaan werken. Kummer zag in dat de getallenlichamen waarmee hij werkte bepaalde eigenschappen niet bezaten. Hij bedacht nieuwe getallen, die deze eigenschappen wel bezaten en noemde 
deze ideale getallen. Zo ontwikkelde hij een hele nieuwe getallentheorie in een poging de laatste stelling van Fermat te
bewijzen. Op een gegeven moment dacht Kummer het bewijs gevonden te hebben, maar dit bleek onvoldoende. Toch betekende het werk van Kummer een grote stap vooruit. Door middel van zijn ideale getallen slaagde hij erin de stelling te bewijzen voor alle regelmatige priemgetallen. 
Voor onregelmatige priemgetallen ging z’n bewijs echter niet op. Voor de drie onregelmatige priemgetallen kleiner dan 100 (37, 59 en 67) leverde Kummer een apart bewijs. Zo was rond 1850 de laatste stelling van Fermat bewezen voor alle getallen kleiner dan 100, en natuurlijk ook voor de veelvouden van deze getallen. 